# Alëšenka
Alëšenka (in russo Алёшенька?, diminutivo del nome russo Aleksej) è il nome dato a dei resti mummificati di origine ignota trovati nel villaggio di Kaolinovy, nei pressi di Kyštym, Oblast' di Čeljabinsk, Russia nel 1996.

## Scoperta
Una sera d'agosto del 1996 l'anziana Tamara Vasil'evna Prosvirina, una donna anziana sofferente di lievi disturbi mentali, uscì di casa per fare una passeggiata nel vicino bosco. La donna era conosciuta (nel paese di Kaolinovy) per via delle sue strane abitudini come quella di passeggiare nel cimitero a notte fonda. Arrivata nel bosco la donna udì degli strani versi e rinvenne una strana creatura di circa 25 centimetri d'altezza. Inizialmente l'anziana pensò si trattasse di un neonato, se non fosse che di umano non aveva proprio nulla. La forma che lo strano essere aveva era veramente inquietante. La donna portò la creatura a casa e le diede il nome Alëšenka.
Qualche giorno dopo la nuora dell'anziana donna, anch'essa di nome Tamara, si recò a casa sua dopo aver ricevuto varie telefonate della suocera riferite al fatto che aveva trovato un bambino. Appena lo vide, Tamara capì subito che la creatura non era umana. Ella la descrisse come "un qualcosa non di questo pianeta".
Pochi giorni dopo la scoperta, Tamara Prosvirina venne ricoverata con la forza in un ospedale psichiatrico. I motivi per cui venne ricoverata rimasero sconosciuti e sembra che nessuno potesse rispondere sul perché l'avessero ricoverata. La donna tentò di spiegare che aveva lasciato un bambino in casa, ma i dottori non la presero sul serio. Saputo del ricovero, la nuora Tamara e un conoscente dell'anziana, tale Vladimir Nurdinov, si recarono a casa della donna per vedere come stesse la creatura, ma era ormai troppo tardi: il corpo senza vita di Alëšenka venne ritrovato sul letto dell'anziana donna. Probabilmente Alëšenka era morta di stenti e di fame, e tutto ciò che rimaneva era il suo corpo mummificato. Nurdinov, non sapendo cosa fare, portò la creatura a casa sua e la tenne con sé.

## Indagini e prime spiegazioni
Recatosi in casa di Nurdinov perché sospettato di un furto (in effetti Nurdinov aveva commesso piccoli furti), Vladimir Bendlin, un poliziotto locale, vide la piccola mummia e decise di indagare sulla sua provenienza. Il corpicino di Alëšenka fu sottoposto a perizia medica ed i dottori asserirono che la mummia presentava caratteristiche diverse da quelle di un essere umano. Furono anche avanzate le prime ipotesi sull'origine di Alëšenka:
Secondo Tamara jr., Vladimir Nurdinov e Vladimir Bendlin, Alëšenka era senza dubbio un alieno (contando che gli unici che la videro quando era viva furono Tamara jr. e Nurdinov).
Invece la comunità medica e scientifica si è divisa circa la natura della creatura. Igor' Uskov, urologo dell'ospedale locale, fu il primo medico per esaminare il corpo di Alëšenka. Secondo lui poteva anche essere un feto umano di età compresa tra circa 20 settimane. Uskov chiese un parere alla collega Irina Ermolaeva, ostetrica, la quale convenne che il corpo sembrava un feto sottosviluppato vittima di un aborto spontaneo.
Stanislav Samoškin, capo del dipartimento di anatomia patologica presso l'ospedale di Kyštym, eseguì un esame autoptico sulla creatura e concluse che non si trattava di un essere umano, cosa che venne confermata dalla scienziata Ljubov' Romanova.
La Romanova, che esaminò Alëšenka, affermò senza ombra di dubbio che non si trattava di un feto deforme anche perché non presentava nessuna deformità conosciuta. Vi erano almeno 20 differenze con l'anatomia di un normale bambino e le più inquietanti ed evidenti erano visibili sulla forma della testa, sulla mancanza di un apparato sessuale e soprattutto, dalla mancanza dell'ombelico, cosa che possiedono tutti i mammiferi.
Secondo il parere della Ermolaeva e di alcuni scienziati, la creatura poteva essere un feto o un bambino nato deforme e prematuro, conseguenza dell'incidente di Kyštym del 1957. Altri invece dissero che la creatura non fosse reale ma creata con alcuni materiali plastici come nel recente caso dell'alieno di Irkutsk. Ma la stessa dottoressa Ermolaeva convenne che la creatura era reale, in quanto le analisi effettuate confermarono che si trattava di un vero corpo mummificato.
In realtà è da escludere che Alëšenka fosse un feto abortito perché secondo numerose dichiarazioni la creatura visse per diversi giorni, cosa impossibile per un feto che non può sopravvivere più di qualche ora dall'espulsione.

## Sparizione del corpo
Vladimir Bendlin recuperò il corpo di Alëšenka e lo tenne con sé per continuare le indagini. Ben presto il caso si diffuse rapidamente anche al di fuori della Russia, attirando non solo scienziati e curiosi, ma anche teorici del complotto, cospirazionisti ed ufologi da tutto il mondo. Uno di questi era il noto ufologo Boris Zolotov, allora membro dell'organizzazione ufologica "Star Academy UFO-Contact in Zolotov Method". Zolotov era conosciuto non solo come uno dei più noti ufologi della Russia, ma anche per essere un grande ciarlatano. Dopo aver parlato con Bendlin, l'ufologo gli spiegò di come (con l'aiuto dell'organizzazione) avrebbe potuto effettuare il test del DNA, al fine di poter far luce sull'origine di Alëšenka. Bendlin si affidò così a Zolotov e quindi gli consegnò il corpo della creatura, decisione che rimpiangerà negli anni a venire.
Zolotov diede il corpo a Galina Semenkova, capo dell'organizzazione ufologica, affinché potesse effettuare il test del DNA. Bendlin pensava che avrebbe ottenuto i risultati nell'arco di poche settimane, ma passarono molti mesi prima che si riuscisse a rintracciare Zolotov e quindi chiarire il perché della scomparsa. Quando venne ritrovato da alcuni giornalisti, l'ufologo cercò di giustificarsi con una scusa assurda: affermò che il corpo era in viaggio con la Semenkova verso il laboratorio, ma all'improvviso una sorta di veicolo non identificato atterrò nei pressi dell'automobile della donna. Gli esseri che scesero dal veicolo chiesero alla donna di potergli restituire il corpo mummificato di Alëšenka in quanto si trattava di un loro compagno, dopodiché il misterioso veicolo decollò e scomparve nel nulla.
Che si tratti di una bufala o no, da quel momento nessuno rivide o ritrovò più il corpo della creatura.

## Conseguenze
Secondo alcuni teorici del complotto, questa assurda storia circa la sparizione del corpo di Alëšenka venne inventata per non far sapere che in realtà la piccola mummia sarebbe stata presa dall'esercito russo.
Nel 1999 alcuni giornalisti giapponesi volevano intervistare Tamara Prosvirina.
Un fatto ancor più inquietante e senza spiegazione avvenne nella notte del 5 agosto 1999. L'anziana Tamara venne vista camminare nuda per la strada, indossando solo un paio di calzini in quanto era riuscita a fuggire dall'ospedale psichiatrico. Alcuni la videro camminare come se fosse in una sorta di trance, diretta verso l'autostrada. Gli automobilisti cercarono di avvisarla e di allontanarla, ma un camion a tutta velocità la investì e la uccise all'istante. Il camion non venne più rivisto e l'identità dell'autista rimane tuttora ignota.

## Aspetto fisico
Secondo quanto dichiarato da Tamara jr., la creatura era alta 25 cm. La testa era formata da 4 ossa che si chiudevano in maniera ogivale con una forma che ricordava quella di una cipolla, gli occhi grandi e a mandorla, la carnagione grigiastra con macchie marroni sulla testa e un piccolo foro da dove sembrava sia respirare e mangiare. Non aveva capelli ed aveva piccoli buchi invece delle orecchie. Le lunghe dita avevano piccoli artigli acuti ed era priva di ombelico.

## Nuove indagini
L'agente Vladimir Bendlin decise di continuare a svolgere delle indagini private sul caso di Alëšenka, al fine di poter scoprire dove sia finito il corpo.
Nel 2004 Bendlin venne contattato da una donna sconosciuta, la quale asseriva di possedere il panno che avvolgeva Alëšenka. Il panno venne quindi consegnato agli esperti genetici del Vavilov Institute of General Genetics di Mosca per effettuarvi l'analisi del DNA della creatura.
Le analisi effettuate rivelarono un qualcosa di impressionante: vennero rivelati due tipi di DNA: uno femminile (presumibilmente quello di Tamara) e un altro DNA completamente sconosciuto alla scienza.